# Red personal de aprendizaje
Una red de aprendizaje personal (PLN por sus siglas en inglés: Personal Learning Network) es un conjunto de herramientas, procesos mentales y actividades que permiten compartir, reflexionar, discutir y reconstruir conocimientos con otras personas, así como las actitudes que propician y nutren este intercambio.
Compartir en una red personal de aprendizaje requiere tres elementos básicos:
- Herramientas de software social: redes sociales como Twitter, Facebook, Linkedin...
- Mecanismos: asertividad, capacidad de consenso, diálogo, decisión....
- Actividades: oportunidades de intercambio, como encuentros, reuniones, fórums, congresos...

Las redes personales de aprendizaje tienen una estrecha relación con el concepto de entorno personal de aprendizaje (PLE, por sus siglas en inglés Personal Learning Environments). Martindale & Dowdy  describen el PLE como la "manifestación de los procesos de aprendizaje informal de un alumno a través de la Web". La red personal de aprendizaje forma parte de un PLE, está integrado dentro de él. Teniendo en cuenta el momento tecnológico actual, la PLN es la parte más importante de un PLE.

## Historia
Este concepto ya aparece en 1998, antes del concepto de PLE y de la llegada de blogs, wikis y otros elementos de la Web 2.0. Aparece en un artículo de Daniel Tobin en el que habla de las Redes Personales de Aprendizaje como vía de mejora del desempeño profesional. Este concepto ha ido evolucionando y las nuevas tecnologías han extendido las conexiones de estas redes de aprendizaje personal.

## Aspectos
Según la teoría del conectivismo desarrollada por George Siemens (y por Stephen Downes), el "epítome del conectivismo" es que los alumnos crean conexiones y desarrollan una red personal que contribuye a su desarrollo y conocimiento personal y profesional.

El siguiente texto es un extracto de Dryden y Vos sobre el libro de aprendizaje de redes:

"Por primera vez en la historia, ahora sabemos cómo almacenar prácticamente toda la información más importante de la humanidad y ponerla a disposición, casi al instante, en casi cualquier forma, para casi cualquier persona en la tierra. También sabemos cómo hacerlo en nuevas formas para que las personas puedan interactuar con él y aprender de él."

Específicamente, el alumno elige con quién interactuar en estos medios y cuánto participar. Los estudiantes tienen ciertos objetivos, necesidades, intereses, motivaciones y problemas que a menudo se presentan a las personas que incluyen en su PLN. Además, el alumno colaborará y se conectará de manera diferente con varios miembros. El alumno establecerá relaciones más fuertes con algunos miembros y tendrá un bajo nivel de conexión con los demás. No todos los nodos serán iguales. Algunos de los roles de los miembros incluyen buscador, ensamblador, diseñador de datos, innovador de la materia e investigador.
Existen formas diferentes a una red social para aplicar un PLN, mediante los Blogs, Perfiles Profesionales, Wikis, Webinars, RSS Reader, Marcadores Sociales y los Microblogging ya que son tendencias tecnológicas que comparten e  interactúan conocimientos en un entorno social digital.  

## Características
De acuerdo al educador Jeff Utecht la construcción de una Red Personal de Aprendizaje (PLN), tienen las siguientes características:[cita requerida]
- Encontrarse con otros educadores para ampliar la red de aprendizaje.
- Compartir el conocimiento, enfocados en ideas y proyectos
- Filtrar la información de una manera que se pueda escoger la de más utilidad.
- Identificar recursos de aprendizaje.
- Aprender de las experiencias colaborativas del resto de miembros de la red.

## Fases
Para que el PLN cumpla con su interacción requiere unas fases de acuerdo al proceso que realice un profesor:[cita requerida]
Estado 1: Inmersión en las redes sociales.
Estado 2: Evaluación de las redes a las que se pertenece.
Estado 3: Mayor conocimiento mediante la conexión continua para buscar fuentes de información.
Estado 4: Relativización de la importancia de la vida en red. 
Estado 5: Equilibrio entre las dimensiones virtual y analógica .